# Reinaldo del Prette Lissot
Reinaldo del Prette Lissot (ur. 17 lutego 1952 w Valencii, zm. 21 listopada 2022 tamże) – wenezuelski duchowny katolicki, arcybiskup Valencii w latach 2007-2022.

## Życiorys
15 sierpnia 1976 otrzymał święcenia kapłańskie. Inkardynowany do archidiecezji Valencii, był m.in. rektorem wyższego seminarium, wikariuszem sądowym oraz wikariuszem generalnym archidiecezji.
24 grudnia 1993 został mianowany biskupem pomocniczym archidiecezji Valencii, ze stolicą tytularną Altava. Sakry biskupiej udzielił mu 5 lutego 1994 ówczesny arcybiskup Valencii - Jorge Liberato Urosa Savino.
24 kwietnia 1997 został mianowany biskupem koadiutorem diecezji Maracay. Rządy w diecezji objął 5 lutego 2003.
10 kwietnia 2007 papież Benedykt XVI mianował go arcybiskupem metropolitą Valencii, pełnił tę funkcję do czasu swojej śmierci w 2022.